# ژیل کان
ژیل کان (به فرانسوی: Gilles Kahn)  (زاده ۱۷ آوریل ۱۹۴۶ - مرگ  ۹ فوریه ۲۰۰۶فرانسه) یک محقق و دانشمند در علوم کامپیوتر بود. که بیشتر با عنوان شبکه‌های کان که به نام وی نامگذاری شده شناخته می‌شود این شبکه‌ها به عنوان مدل برای توصیف معانی عملیاتی از زبان‌های برنامه نویسی برای پردازش موازی و معناشناسی طبیعی است.
او در سال ۱۹۹۷ به عنوان یکی از اعضای آکادمی علوم فرانسه در سال منصوب شد.